# Borislavec
Borislavec (makedonska: Бориславец, Borislajec) är ett berg i Nordmakedonien. Det ligger i den västra delen av landet, 50 kilometer väster om huvudstaden Skopje. Toppen på Borislavec är 2 560 meter över havet, eller 109 meter över den omgivande terrängen. Bredden vid basen är 0,63 km.
Terrängen runt Borislavec är varierad. Runt Borislavec är det ganska tätbefolkat, med 160 invånare per kvadratkilometer.. Närmaste större samhälle är Tetovo, 17,8 kilometer nordost om Borislavec. 
Omgivningarna runt Borislavec är en mosaik av jordbruksmark och naturlig växtlighet.